# Военно-морская база

Дислокация пунктов базирования Северного флота ВМФ России, неофициальные условные знаки.

Вое́нно-морска́я ба́за (ВМБ) — район побережья и прилегающего участка моря, обеспечивающий дислокацию (обычно рассредоточенную) и широкий манёвр сил.
Военно-морская база способна предоставлять базирующимся на ней кораблям и судам все виды обеспечения. Понятие «военно-морская база» включает в себя:
1. Оборудованный и обороняемый район побережья (включая комплекс портовых сооружений) с прилегающей к нему акваторией.
2. Формирование (разнородное оперативно-тактическое соединение флота).

Аббревиатура ВМБ используется в сокращённом наименовании формирования, например ЛенВМБ (Ленинградская военно-морская база). Ранее в военном деле России, имперского периода, применялось словосочетание — морская база.

## Типы военно-морских баз
По длительности пребывания кораблей военно-морские базы делятся на:
- постоянные;
- временные.

По предназначению ВМБ, составу их оборудования и расположению относительно районов действия сил флота:
- главная ВМБ — постоянная ВМБ для базирования основных сил флота, где как правило находятся штаб, другие органы управления и учреждения флота;
- мобильная ВМБ — временная ВМБ для базирования соединения (группировки сил) флота, создаваемая в удалённых районах на время военных действий;
- операционная ВМБ — выгодно расположенная ВМБ, опираясь на которую соединения флота ведут боевые действия в ходе военного конфликта;
- передовая ВМБ — выдвинутая по отношению к району боевых действий ВМБ, создаваемая в удобном для этого порту или заливе (бухте), дооборудованным причальным, портовым и тому подобным оборудованием и плавсредствами для обеспечения действующих с этой ВМБ сил флота;
- тыловая ВМБ — постоянная ВМБ для тылового и технического обеспечения сил флота (капитального и среднего ремонта или модернизации кораблей и судов, их материально-технического снабжения, а также бытового обслуживания их личного состава).

## Состав военно-морских баз
Военно-морская база может включать в себя один или (чаще) несколько пунктов базирования и прилегающий водный район, а штатно: органы управления, службы и формирования (соединения и отдельные части) различных родов сил (войск).

### Пункт базирования
Пункт базирования — участок морского или речного побережья с прилегающей акваторией, оборудованный для стоянки и осуществления всех видов обеспечения кораблей (судов).
В зависимости от предназначения и характера инженерного оборудования пункты базирования различают:
- основной пункт базирования предназначен для безопасной стоянки соединений кораблей (судов) и частей в заданной степени боевой готовности, восстановления боеспособности, проведения боевой подготовки и обеспечения разносторонней деятельности как в мирное, так и в военное время;
- манёвренный пункт базирования служит для комплексного обеспечения групп (отрядов) кораблей соединения или разнородных сил, и оборудуется при помощи береговых и плавучих средств базирования в портах и в неосвоенных, но имеющих естественную защиту от волнения и ветрах заливах и бухтах. В таких пунктах базирования обеспечивается снабжение, межпоходовый ремонт и первоочередные аварийно-восстановительные мероприятия, стоянка кораблей, обслуживание их личного состава и т. д.;
- пункт снабжения предназначен для пополнения запасов отдельных видов вооружения и других материальных средств кораблей в укрытых бухтах и портах при помощи береговых и плавучих средств;
- место стоянки служит для тактического рассредоточения кораблей, организуется в заливах и на защищённых рейдах и оборудуется бочками и «мёртвыми» якорями.

## Военно-морские базы по государствам

### Военно-морские базы России

#### Краснознамённый Северный флот

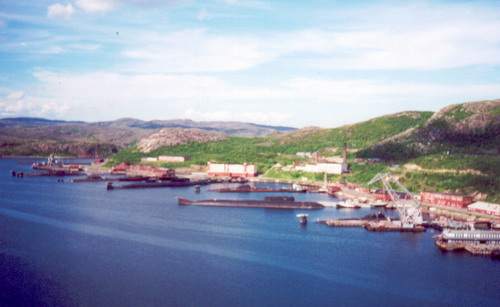
Подводные лодки на военно-морской базе «Западная Лица».

Главная база Северного флота — Североморск. Здесь базируется большая часть надводных кораблей различных классов и типов Северного флота
Другие пункты базирования Северного флота (Полярный, Видяево, Гаджиево, Западная Лица) располагаются в Мурманской области.
Полярный расположена в 35 км к северу от Мурманска.
Видяево находится приблизительно в 48 км к северо-западу от Мурманска. Носит имя советского подводника времён Великой Отечественной войны Ф. А. Видяева.
Гаджиево находится в Сайда-губе, ЗАТО Скалистый. Был организован в 1956 году и носит имя выдающего подводника времён Великой Отечественной войны М. И. Гаджиева.
Западная Лица находится в одноимённой губе в 45 км от государственной границы с Норвегией.
Краснознамённая Беломорская военно-морская база (Северодвинск, Архангельская область)

#### Краснознамённый Тихоокеанский флот
Главная база Краснознамённого Тихоокеанский флота — Владивосток. На военно-морской базе Вилючинск базируются атомные подводные лодки. Пункт базирования Фокино расположен на территории Приморского края в 50 км от города Находка и в 130 км от города Владивосток.

#### Дважды Краснознамённый Балтийский флот
Главной базой дважды Краснознамённого Балтийского флота является Краснознамённая Балтийская военно-морская база.
С 1994 года в состав флота входит Краснознамённая Ленинградская военно-морская база.

#### Краснознамённый Черноморский флот
Главная база Краснознамённого Черноморского флота — Севастополь. Другие пункты базирования — Феодосия, Донузлав, Новороссийск.
В составе Черноморского флота две военно-морские базы:
- Новороссийская военно-морская база
- Крымская военно-морская база

### Военно-морские базы России за рубежом
- Пункт материально-технического обеспечения ВМФ России в Сирии
- 954-я испытательная база противолодочного вооружения ВМФ России в Киргизии

### Военно-морские базы США

Карта расположения баз ВМС США на территории США.

#### Атлантический флот
- Норфолк — главная база Атлантического флота США
- Литл-Крик (база амфибийно-десантных сил)
- Мейпорт
- Кингс-бей
- Рота (передовая)
- Неаполь (передовая)

##### Пункты базирования
- Ки-Уэст
- Гуантанамо

#### Тихоокеанский флот
- Сан-Диего
- Китсап
- Коронадо[англ.] (амфибийная)
- Перл-Харбор — главная база Тихоокеанского флота США
- Апра (передовая)
- Йокосука (передовая)

##### Пункты базирования
- Бахрейн (Центральное командование)
- Диего-Гарсия (Индийский океан)
- Паго-Паго

### Военно-морские базы Великобритании
- Портсмут
- Девонпорт
- Клайд

#### Пункты базирования
- Фаслейн

### Военно-морские базы Франции

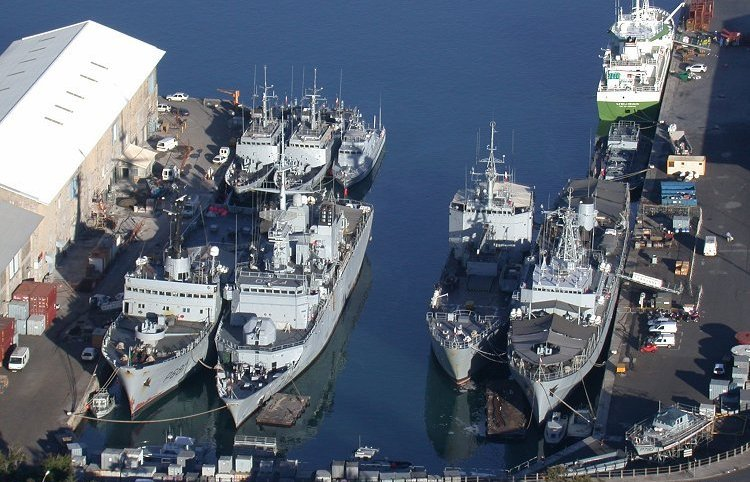
Военно-морская база ВМС Франции на о. Реюньон.

- Тулон[8]
- Брест

#### Пункты базирования
- Реюньон
- Гавр
- Рошфор

### Военно-морские базы Венесуэлы
Главная военно-морская база ВМФ Венесуэлы находится в Каракасе. Другие базы ВМФ Венесуэлы — Пуэрто-Кабельо, Пунто-Фихо, Пуэрто де Хиерро, Ла Оркила, Туриамо, Эль-Ампаро, Сьюдад-Боливар, Маракаибо, Ла-Гуайра.

### Военно-морские базы Аргентины
- Пуэрто-Бельграно
- Мар-дель-Плата
- Ушуая
- Саранди

### Военно-морские базы Австралии
- Сидней
- Кокберн-Саунд
- Мельбурн